# Crypsiprora oxymetopa
Crypsiprora oxymetopa là một loài bướm đêm trong họ Noctuidae.